# Pierre Pinel
Pour les articles homonymes, voir Pinel.
Pierre Pinel (1636-1707) est un pionnier de la Nouvelle-France. Cofondateur de la famille Pinel.

## Biographie
Fils de Nicolas Pinel et de Madelaine Maraud, il est né en octobre 1636 à La Rochelle (France). C'est le frère de Gilles Pinel.
Il arrive au Québec vers 1660 comme engagé de Charles Aubert de La Chesnaye.
Le 20 mars 1662, il achète une terre à la Nouvelle France.Observation: L'acte a été rédigé le 16 mars 1662.
Le jeudi 30 novembre 1662 à Québec, il épouse Charlotte Foucherat, fille de Madelin Foucherat et de Marie David, de Notre-Dame-de-Cougnes de La Rochelle en Aunis.
Jean-Baptiste Peuvret, seigneur de Mesnu et de Gaudartville concède à Pierre Pinel, une terre en la seigneurie Gaudarville le 5 janvier 1666.
Au recensement de 1667 on peut y lire ; Cap-Rouge et Côte de Saint-Ignace, Pinel, Pierre, 29 ans ; Charlotte Fougeret, sa femme, 29 ; François, 4 ; Nicolas, 3 ; Andrée, 4 mois.
Le premier octobre 1668, Pierre Pinel est condamné « d’être razé et battu de verges jusques a effusion de sang par l’executeur de la haulte Justice aux Carfours et lieux ordinaires de la haulte et basse ville ». Il est en même temps « condamné aux gallaires pour 9 ans ». Il « est mis aux fers » en attendant d’être « conduicts seurement dans le premier vaisseau qui partira pour aller en France ». Pierre Pinel a violé deux fillettes : Ursule Trut « âgée de dix ans huiet mois » et Geneviève Hayot, « âgée de dix ans »
Finalement, après une vie difficile, Pierre Pinel décède le 8 juillet 1707. Il est inhumé le 9 juillet 1707 à Sainte-Foy, près de Québec.